# Ренфрю (Калгарі)
Ренфрю — житловий район у північно-східному квадранті Калгарі, Альберта. Він розташований на південь від Трансканадського шосе та на північ від центральної частини міста Бріджленд. На сході він межує з Ноз-Хілл-Крік і Дірфут-Трейл і відділений від Кресент-Гайтс на заході Едмонтон-Трейл.
У міській раді Калгарі його представляє радник округу 9.
Район складається переважно з житлових будинків без великих комерційних чи промислових об'єктів. Є кілька малих підприємств, розташованих уздовж Едмонтонської стежки та 16-ї авеню. В окрузі немає закладів екстреної медичної допомоги, хоча було створено кілька кабінетів лікарів, а комісія Альберти з алкоголізму та наркоманії має лікувальний заклад, створений у цьому районі.
У 2014 році Ренфрю посідає 22 місце в списку «50 найкращих районів» журналу Avenue, рейтингу бажаних районів Калгарі.

## Історія

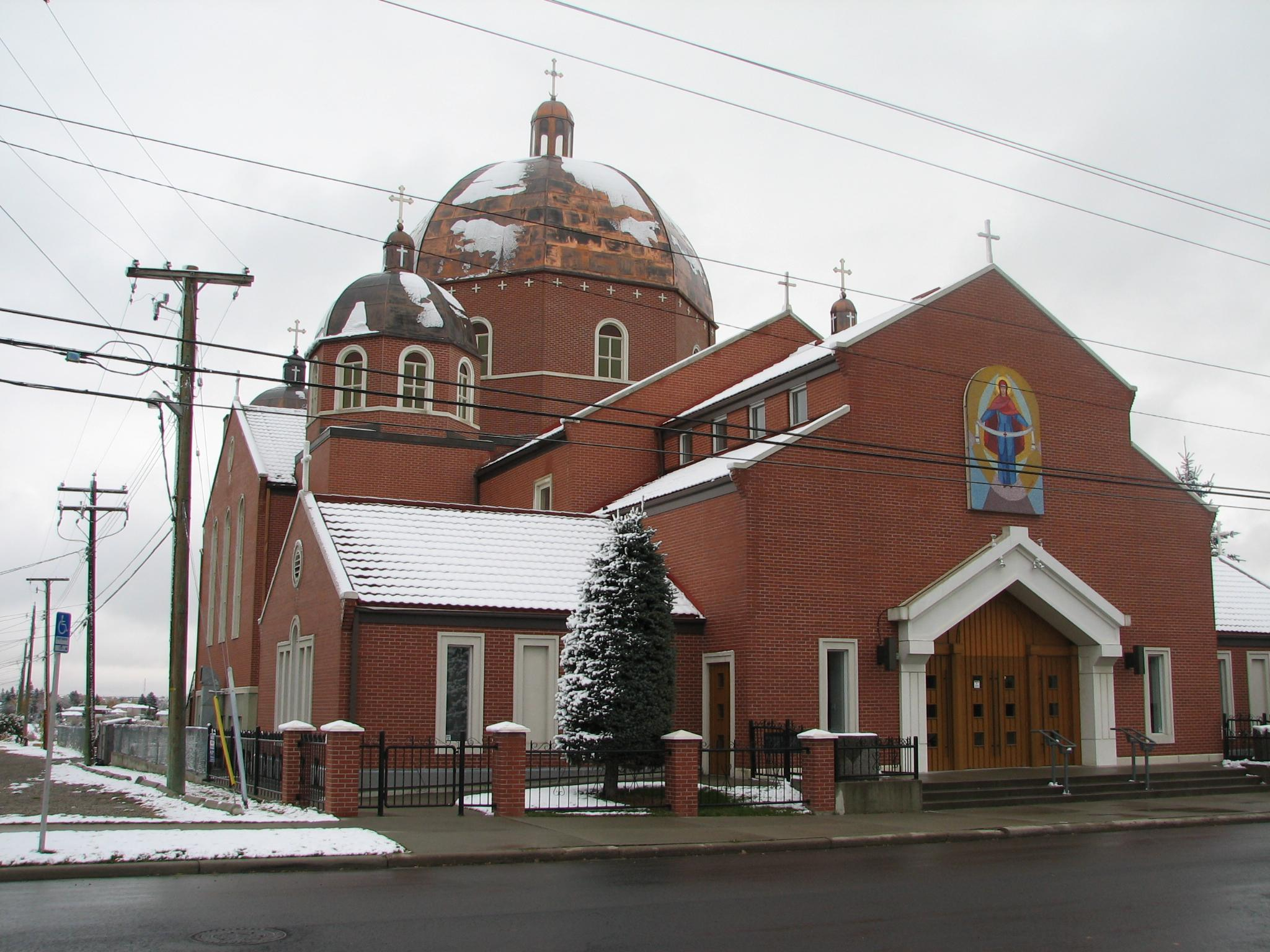
Українська Католицька Церква Успіння Пресвятої Богородиці

Український піонерський парк розташований на 600-му кварталі 7-ї авеню, а в безпосередній близькості від нього знаходяться дві українські церкви (католицька і православна), що свідчить про перших поселенців українського походження, які оселилися в цій місцевості. Серед інших видимих ознак цієї спадщини — пам'ятник жертвам геноциду в Україні, встановлений на березі річки Боу-Рівер у сусідній громаді Бріджленд.
Сама громада не була розвиненою до 1940-х років. Під час Другої світової війни територія була зайнята тренувальною базою Королівських ВПС Канади та аеродромом, який також служив аеропортом Калгарі. Коли аеропорт було перенесено з його початкового місця (на розі сучасної 6-ї вулиці та Регал Кресент), територія була розроблена для житлового використання.

## Демографія
За даними муніципального перепису населення міста Калгарі 2012 року, населення Ренфрю становило 5846, які проживали в 3231 житлових приміщеннях, що на 3,1 % більше, ніж у 2011 році (5669). При земельній ділянці 2,7 км2 (1,0 миля2), у 2012 році щільність населення становила 2170/км².
У 2000 році середній дохід домогосподарств жителів цієї громади становив 47 692 долари, а по сусідству проживало 15,6 % жителів з низьким рівнем доходу. Станом на 2000 рік 18,4 % жителів були іммігрантами. Частка 38,5 % будинків були ОСББ або квартирами, а 40,9 % житла використовувалося для оренди.

## Освіта
В окрузі розташовані кілька основних шкіл, зокрема середня школа імені Полковника Маклеода, початкова/молодша середня школа Св. Альфонса, початкова школа Стенлі Джонса та колишня початкова школа Ренфрю.

## Зручності
Повнорозмірне футбольне поле розташоване у спортивному парку Ренфрю. Паркових зон та зелених насаджень небагато, за винятком шкільної території та території, прилеглої до струмка Нос Гілл, яка включає Меморіальний ліс Макінніса і Голловея, що знаходиться в зародковому стані. Інші спортивні споруди, окрім шкіл, включають клуб для хлопчиків і дівчаток, басейн, крита льодова ковзанка, відкрита льодова ковзанка біля будівлі громадської асоціації та футбольні поля, розташовані біля струмка.
Ренфрю також став домом для кількох відомих закладів харчування, зокрема Boogies Burgers (заснований у 1969 році) та переможець у номінації «Кращий пізній сніданок» у 2012 році, OEB Breakfast CO.
У західній частині району зосереджено кілька крамниць, серед яких продуктова крамниця Stanley Jones, яка займає одну з найстаріших будівель, що збереглися в цьому районі.
Район знаходиться безпосередньо поруч з кількома комерційними зонами, включно з крамницями вздовж Едмонтон-Трейл та Сентр-стріт у сусідніх Кресент-Гайтс і Бріджленд, вздовж 16-ї авеню на північ і захід, а також через міст у Мейленд-Гайтс. Середмістя знаходиться всього за 3 000 метрів від Ренфрю і до нього легко дістатися міським транспортом, велосипедом, приватним автомобілем або пішки.

## Примітки

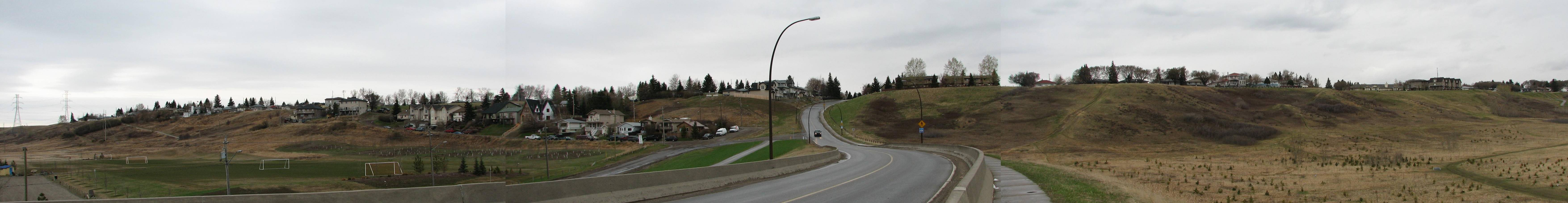
Лише одна дорога веде з громади на схід; ця композиційна панорама дивиться на захід, у бік Ренфрю. Ліворуч — футбольне поле біля Носового струмка, праворуч — саджанці Меморіального лісу. 8-а Авеню проходить над стежкою Діфут і перекинута через дамбу до сусіднього Мейланд-Гайтс.